# Cyclostrema bushi
Cyclostrema bushi là một loài ốc biển, là động vật thân mềm chân bụng sống ở biển thuộc họ Liotiidae.